# 3 карбованці «Зустріч у верхах в інтересах дітей»
Зустріч у верхах в інтересах дітей (рос. Встреча в верхах в интересах детей) — срібна ювілейна монета СРСР вартістю 3 карбованця, випущена 13 серпня 1990 року. 

## Тематика
Монету було присвячено Всесвітній зустрічі на вищому рівні в інтересах дітей, яка відбулася в Організації Об'єднаних Націй, у Нью-Йорку, 30 вересня 1990 року.

## Історія
Монети карбувалися на Ленінградському монетному дворі (ЛМД).

## Опис та характеристики монети
| Номінал крб. | Метал  | Маса грам | Діаметр мм. | Гурт      | Тираж штук    |
| ------------ | ------ | --------- | ----------- | --------- | ------------- |
| 3            | срібло | 31.1      | 39          | рубчастий | 20.000 (пруф) |

### Аверс
Зверху герб СРСР з 15 витками стрічки, під ним літери «СССР», нижче ліворуч і праворуч риса, під рискою зліва хімічне позначення «Ag» і проба «900» металу з якого зроблена монета, під ними чиста вага дорогоцінного металу «31,1», під рискою праворуч монограма монетного двору «ММД», нижче позначення номіналу монети цифра «3» і нижче слово «РУБЛЯ», знизу у канта рік випуску монети «1990».

### Реверс
Ліворуч, зверху і праворуч уздовж канта монети слова «ВСЕМИРНАЯ ВСТРЕЧА НА ВЫСШЕМ УРОВНЕ В ИНТЕРЕСАХ ДЕТЕЙ», в середині емблема Міжнародної конференції на захист дітей, нижче зображено засідання конференції та слова «NEW YORK», під ними рік проведення конференції «1990».

### Гурт
Рубчастий (300 рифлень).

## Автори
- Художник: А. В. Бакланов
- Скульптор: Н. А. Носов